# Charles Evans
Charles Evans, född 19 oktober 1918 i Liverpool, död 5 december 1995, var en brittisk bergsklättrare och läkare. Han var viceledare efter John Hunt i 1953 års brittiska Mount Everest-expedition. Evans gjorde tillsammans med Tom Bourdillon expeditionens första försök att nå toppen, men de tvingades vända blott 300 meter från målet på grund av dåligt väder och krånglande syrgasutrustning. Edmund Hillary och Tenzing Norgay från samma expedition nådde sedan toppen tre dagar senare.